# كيلي فلين (طيار)
كيلي فلين من مواليد 23 ديسمبر 1970) هي طيار سابق للطراز بي-52 في القوات الجوية الأمريكية (USAF). كانت أول امرأة تعمل بهذه الوظيفة.
سُرحت من القوات الجوية الأمريكية في عام 1997 بعد علاقة زنا مع زوج من المرؤوسين المجندين، لارتكاب جرائم عسكرية بما في ذلك عصيان أمر مباشر من قائدها بفسخ العلاقة، وكذبت مرتين تحت القسم أمام المحققين حول قيامها بذلك. فعل ذلك.حظيت الفضيحة باهتمام إعلامي واسع في ذلك الوقت ونوقشت في جلسة استماع لمجلس الشيوخ الأمريكي في 22 مايو 1997. عملت كيلي فلين طيارًا تجاريًا لشركة خطوط عبر العالم الجوية بعد تركها لسلاح الجو.

## خلفية
ولد فلين في سانت لويس بولاية ميسوري، وهي الأصغر من بين خمسة أطفال. قررت أن تصبح طيارًا بعد حضور معسكر الفضاء في هنتسفيل، ألاباما. حضرت أكاديمية القوات الجوية الأمريكية، وتدريب الطيارين الجامعيين، ومتابعة تدريب القاذفة بي-52، لتصبح أول طيار أنثى للطراز بي-52 في القوات الجوية الأمريكية.

## التهم والتغطية الإعلامية والتصرف فيها
في 20 مايو 1997، بعد علاقة زنا مع مدرب كرة قدم مدني في قاعدة مينوت الجوية الذي كان متزوجًا من إحدى المرؤوسين المجندين في تسلسل قيادتها، اتهم الجيش فلين بسلوك غير لائق مع ضابط، وعصيان أمر قانوني (كتابيًا، للابتعاد عن الرجل المتزوج)، والإدلاء ببيان رسمي كاذب كذبت فيه تحت القسم أمام محققي القوات الجوية، وأخبرتهم كذباً أنها أنهت العلاقة الغرامية، والأخوة (لعلاقة إضافية كانت لها مع رجل مجند).
جذبت قضية فلين، ويرجع ذلك جزئيًا إلى ظهورها الكبير في إعلانات التجنيد للقوات الجوية، الاهتمام الوطني، مما أدى في النهاية إلى ان أصبح كسيرك إعلامي. شهد رئيس أركان القوات الجوية، الجنرال رونالد فوغلمان، في جلسة استماع بالكونغرس، "في النهاية، هذه ليست قضية زنا. هذه قضية تتعلق بضابط مكلف بإطلاق أسلحة نووية، والذي كذب. ومع ذلك، تعاملت وسائل الإعلام مع القضية إلى حد كبير كما لو كانت فلين تُحاكم من قبل الجيش بتهمة الزنا، وهاجمت سلاح الجو بزعم إطلاق النار عليها لأسباب أخلاقية؛ أكدت افتتاحية في صحيفة نيويورك تايمز عن القضية الزنا، وليس التهم العسكرية الفعلية التي وجهت إليها تهمة، وألقى باللوم على "قواعد الزنا القديمة واتساقها في إدارتها، فضلاً عن تدريبهم الإداري".
بعد الاحتجاج الإعلامي، سمح لفلين بالاستقالة من سلاح الجو من قبل سكرتيرة القوات الجوية شيلا ويدنال مع إبراء ذمة عامة بدلاً من مواجهة محكمة عسكرية. كتبت لاحقًا كتابًا يسرد تجاربها، بعنوان فخور بأن أكون: حياتي، القوة الجوية.